# Устюжский 104-й пехотный полк
104-й пехотный Устюжский генерала князя Багратиона полк — пехотная воинская часть Русской императорской армии.
Старшинство: 17 мая 1797 года
Полковой праздник: 6 декабря

## История
17 мая 1797— сформирован 7-й егерский полк.
31 октября 1798 — егерский генерал-майора князя Багратиона полк.
1800 — егерский генерал-майора графа Ивелича полк.
29 марта 1801 — 6-й егерский полк.
28 января 1833 — батальоны 6-го егерского полка присоединены к Великолуцкому пехотному полку.
6 апреля 1863 — из 4-го резервного и бессрочно-отпускных 5-го и 6-го батальонов Великолуцкого пехотного полка сформирован Великолуцкий резервный пехотный полк в составе 2-х батальонов.
13 августа 1863 — Великолуцкий резервный пехотный полк переформирован в 3 батальона и назван Устюжским пехотным полком.
25 марта 1864 — 104-й пехотный Устюжский полк.
25 марта 1891 — 104-й пехотный Устюжский генерала князя Багратиона полк. В годы Первой мировой войны штаб полка был в городе Гродно.
В годы Первой мировой войны в составе 26-й пехотной дивизии полк доблестно бился на восточно-прусском и польском театрах военных действий, в частности – сражаясь в Восточно-Прусской операции в августе 1914 г., в конце того же года действуя под Лодзью и на Бзуре, в январе – феврале 1915 г. - во Второй Августовской операции и т. д.
3 ноября 1914 г. в ходе отражения атаки германской 8-й кавалерийской дивизии, командир полка Н. С. Триковский успешно применил в бою пулеметные двуколки.

## Награды
1. Полковое знамя Георгиевское с надписями: «За отличие в Турецкую войну 1877—78 годов» и «1797—1897». С Александровской юбилейной лентой (Высочайшая грамота от 17 мая 1897 года).
2. Поход за военное отличие. Пожалован 16 июня 1799 года 6-му егерскому полку.
3. Серебряные трубы с надписью: «За подвиг при Шенграбене 4 ноября 1805 года в сражении 5000 Корпуса с неприятелем, состоявшим из 30 тысяч». Пожалованы 28 сентября 1807 года 6-му егерскому полку.
4. Знаки на головные уборы с надписью: «За Варшаву 25 и 26 августа 1831 года». Пожалованы 6 декабря 1831 года 6-му егерскому полку.

## Командиры
- 21.04.1863 — 15.06.1867 — полковник Левисон, Вернер Петрович
- 15.06.1867 — 19.01.1876 — полковник Бирючевский, Николай Александрович
- 31.01.1876 — 05.02.1885 — полковник (с 15.05.1883 генерал-майор) Тывалович, Иван Иванович
- 28.11.1885 — 26.02.1894 — полковник Верещагин, Яков Николаевич
- 03.03.1894 — 23.12.1896 — полковник фон Ремлинген, Арнольд Александрович
- 20.01.1897 — 20.07.1898 — полковник Шевцов, Александр Прохорович
- 13.08.1898 — 17.05.1903 — полковник Чижевич, Георгий Владиславович
- 02.06.1903 — 06.07.1907 — полковник Эйхе, Георгий Федорович
- 03.09.1907 — 23.06.1908 — полковник Ельшин, Александр Яковлевич
- 12.07.1908 — 24.12.1908 — полковник Левуцкий, Михаил Николаевич
- 16.03.1909 — 09.02.1915 — полковник (с 31.12.1914 генерал-майор) Триковский, Николай Семенович
- 26.02.1915 — 25.07.1917 — полковник (с 14.07.1917 генерал-майор) Веригин, Николай Алексеевич
- 15.08.1917 — хх.хх.хххх —  полковник Потапов, Хрисанф Захарьевич

## Известные люди, служившие в полку
- Шевцов, Александр Прохорович
- Пыддер, Эрнест Яковлевич